# CV Det Bästa Med Cornelis Vreeswijk
CV Det bästa med Cornelis Vreeswijk är ett samlingsalbum med Cornelis Vreeswijk utgivet 2007.

## Låtlista

### Skiva 1
1. "Brev från kolonien"
2. "Mördar-Anders"
3. "Lasse liten blues"
4. "Balladen om herr Fredrik Åkare och den söta fröken Cecilia Lind"
5. "Ångbåtsblues"
6. "Somliga går med trasiga skor"
7. "Personliga Person"
8. "En fattig trubadur"
9. "Mjällvisa från Altea"
10. "Til mutter på tuppen"
11. "Nancy"
12. "Staffan var en stalledräng"
13. "Desertören"
14. "Jenny Jansson"
15. "Vaggvisa för Bim, Cornelis och alla andra människor på jorden"
16. "En vacker visa till Linnéa"
17. "Alice snaps"
18. "Bakvända visan 1973"
19. "Till Linnéa via Leonard Cohen"

### Skiva 2
1. "Jag och Bosse Lidén"
2. "Polaren Pär hos det sociala"
3. "Po rom pom Po'n"
4. "Getinghonung Provençale"
5. "Balladen om båtsman Charlie Donovan"
6. "Till Bacchus på Bellmans vis"
7. "Visa vid Nybroviken"
8. "Marcuses skog"
9. "Tre Remmare"
10. "Märk hur vår skugga"
11. "Balladen om hurusom Don Quijote gick på en blåsning"
12. "Nalle Puhs getinhonung"
13. "Åh, vad jag var lycklig i natt"
14. "Ballad om en gammal knarkare"
15. "Fredrik Åkares morgonpsalm"

### Skiva 3
1. "Turistens klagan"
2. "Från en vän i viken"
3. "De fattiga riddarnas ballad"
4. "Felicia adjö"
5. "Ballad om olika segelytor"
6. "Rörande min harpa"
7. "Felicia pratar..."
8. "En halv böj blues"
9. "Vildhallon"
10. "Balladen om den nya äktenskapslagen"
11. "Till Svenska Akademin"
12. "På en näverdosa"
13. "En resa"
14. "I mina kvarter"
15. "Sommarkort (En stund på jorden)"